# OGLE2-TR-L9 b
OGLE2-TR-L9 b est une exoplanète découverte par la méthode des transits en 2008 dans la constellation de la Carène. Près de cinq fois plus massive que Jupiter, elle orbite autour de son étoile en 2,5 jours terrestres et n'est distante que de 3 % de la distance qui sépare la Terre du Soleil.

## Découverte
Elle a été découverte par trois jeunes étudiants en astrophysique de l'Université de Leyde (Pays-Bas — Meta de Hoon, Remco van der Burg et Francis Vuijsje — lorsque ceux-ci ont utilisé un algorithme de leur composition destiné à détecter une variation d'éclat inhabituelle d'une étoile parmi un ensemble[pas clair]. Mis en pratique sur une base de données publique de 15 700 étoiles observées entre 1997 et 2000, l'algorithme a révélé l'existence d'une étoile dont l'éclat diminue de 1 % tous les 2,5 jours. Leur analyse a été par la suite confirmée par des observations réalisées par les astronomes du VLT. Les trois étudiants ont ainsi découvert la première planète de ce type[Lequel ?] orbitant à très grande vitesse[évasif] autour d'une étoile de type spectral F3.